# 浦电路
浦电路是中華人民共和國上海市浦東新區一條東西走向道路，西起浦明路，東至源深路與靈山路相連。路名來自於浦東供電所。全長約2.5公里。始建於1952年，是浦東供電所修建浦電新村時的配套工程。1981年道路延伸至文登路，1986年延伸至福山路，後又延伸至源深路。